# Kazimierz Twardowski
Pour les articles homonymes, voir Twardowski.
Kazimierz Twardowski, né le 20 octobre 1866 à Vienne et mort le 11 février 1938 à Lwów est un mathématicien, psychologue et philosophe polonais, fondateur de l'école philosophique connue sous le nom École de Lvov-Varsovie, le personnage clé de la philosophie polonaise du XXe siècle.

## Éléments biographiques
Fils de Pius et Malwina Twardowski, Kazimierz Twardowski est né à Vienne dans une famille polonaise de hauts fonctionnaires autrichiens et patriotes polonais. Après plusieurs années à l'école primaire, en 1877, il est admis à l'Académie de la reine Thérèse, un lycée d'élite de Vienne. En 1885, il entre à l'Université de Vienne, où il étudie d'abord le droit. Pour s'émanciper financièrement de ses parents, il s'engage comme un professeur privé et un assistant du comte Wojciech Dzieduszycki à Jezupol. Très probablement, c'est à l'instigation de ce dernier que Twardowski abandonne le droit pour s'initier à la philosophie. En 1887, il retourne à Vienne pour entamer cette fois-ci des études philosophiques et il suit des conférences de Robert von Zimmermann et de Franz Brentano, maître d'Edmund Husserl et de Sigmund Freud.
En 1891, il soutient sa thèse de doctorat sur Descartes. Sa réflexion sur les idées du penseur français est étroitement liée à l'œuvre de son maître Brentano. Trois ans après, Twardowski épouse  Kazimiera Kołodziejska et obtient son habilitation avec ce qui sera sa plus célèbre étude : Zur Lehre vom Inhalt und Gegenstand der Vorstellungen.
Twardowski allie l’intérêt pour la phénoménologie à une rigueur philosophique exigée par Brentano. Pour lui, la philosophie est une science qui recouvre d'autres domaines, tels que la logique, l'histoire, la théorie de la connaissance ou la psychologie. Cependant, son sujet diffère de celui des autres sciences, car il doit être accessible uniquement ou également par l'expérience intérieure. Twardowski s'oppose à la position, à la mode à l'époque, selon laquelle les produits de l'action humaine, tels que la logique ou l'axiologie, sont de nature mentale et devraient donc être considérés par la psychologie.
En 1895, Twardowski est nommé professeur extraordinaire à l’Université de Lwów (il n’avait que 29 ans), en 1898 – professeur ordinaire. Il s’y implique activement pour élargir l’usage du polonais dans l’enseignement et réforme les études. Chez Twardowski, tout étudiant – juif, ukrainien ou russe – trouve sa place pourvu qu’il soit de bon niveau. Les femmes sont nombreuses. Ainsi la Pologne détiendra le record des femmes docteurs en philosophie avant la guerre et des professeures de philosophie après la guerre.
Entre 1901 et 1903, il organise à l’Université de Lwów une série de conférences universelles. Au cours des années suivantes, il est d'abord élu son vice-doyen puis doyen, et en 1914, l'année du déclenchement de la Première Guerre mondiale, il devint recteur de l'Université. Il enseigne à Lwów durant 35 ans et crée le seul centre polonais de pensée philosophique dans la Pologne occupée. Il joue ensuite un rôle de premier plan dans la reconstitution de la vie universitaire après le retour de la Pologne à l'indépendance en 1918. C'est lui qui organise le premier congrès philosophique polonais.
En 1911, parait le premier numéro d’un nouveau journal philosophique fondé par Kazimierz Twardowski, Ruch Filozoficzny (le Mouvement philosophique).
Il forme plusieurs générations de philosophes à qui il enseigne un travail philosophique basé sur la vérification logique, la clarté des argumentations, le refus des grandes synthèses et le sentiment de responsabilité morale du philosophe. Il n'exclut cependant les questionnements ontologiques que peuvent poser la science moderne, l’art ou l’éthique.
Ses élèves appartiennent à ce que l'on appellera par la suite École de Lvov-Varsovie. Toute sa vie, il reste attaché à la ville de Lwów. C'est grâce à ses élèves, Jan Łukasiewicz et Władysław Witwicki, que le rayonnement de son école s'étend à Varsovie.
Après sa mort le 11 février 1938, ses funérailles attirent d'innombrables foules.

## Travail philosophique
Le philosophe Jan Woleński maintient que « La philosophie pour Twardowski est une science qui consiste en thèses justifiées de façon rationnelle ; elle doit être formulée clairement et sans ambiguïté. (...) Les philosophes doivent être attentifs à leurs instruments linguistiques, à la clarté du langage et de la pensée. Ils doivent aussi être modestes dans leur ambition et hostiles à toute spéculation. »
Un des apports principaux de Twardowski était de clarifier la distinction entre l’acte et le contenu d’un phénomène psychologique, en introduisant la notion d’objet de représentation. « L’école de Lvov-Varsovie se penchait avec beaucoup plus d’attention sur la théorie de la connaissance que sur l’ontologie, et pour cette raison, les vues de Twardowski à propos de ce premier domaine semblent être plus significatives que celles qui traitent de la théorie des objets. » 
Ainsi, l'héritage philosophique de Twardowski ne se limite nullement à son travail dans le cadre de la phénoménologie, il demeure en revanche un des seuls philosophes ayant réussi à effectuer un travail significatif tout aussi bien sur le terrain de ce qu'on nommera plus tard la philosophie dite analytique que celle que l'on qualifie de continentale.